# The Rootless
The Rootless (ザ・ルートレス?) (spesso scritto The ROOTLESS) è un gruppo musicale giapponese J-Rock formato nel 2009 e sotto contratto con la Rhythm Zone. Dopo alcune pubblicazioni indipendenti, il gruppo ha ufficialmente debuttato il 20 maggio 2010 con il singolo One Day, utilizzato come tredicesima sigla di apertura dell'anime One Piece ed arrivato al terzo posto della classifica Oricon dei singoli più venduti in Giappone. Il terzo posto del gruppo, rappresenta il miglior debutto giapponese per un gruppo maschile nel 2010. Il 28 settembre 2011 è stato pubblicato il primo album del gruppo intitolato The ROOTLESS.

## Membri
- Nohata Shin (野畑慎?) (3 maggio 1982), Voce, chitarra acustica
- Naito Duran Haruhisa (内藤デュラン晴久?) (10 dicembre 1984), Chitarra elettrica
- Ihara Takuya (井原拓也?) (23 maggio 1986), Basso
- Otsubo Yusuke (大坪祐介?) (20 settembre 1988), Batteria

## Discografia

### Album
- 2009 - Essence
- 2011 - The ROOTLESS

### Singoli
- 2009 - Love e (ラヴへ?)
- 2010 - One Day
- 2011 - Kawaritai to, Tsuyoku Nozome. Sore Igai wa, Iranai.変わりたいと、強く望め。それ以外は、いらない。 ({{{2}}}?)